# Pagode Hintha Gon
La pagode Hintha Gon (birman : ဟင်္သာကုန်းဘုရားest une pagode située à Bago en Birmanie.

## Histoire
La pagode Hintha Gon doit son nom à l'Hamsa, un cygne ou une oie qui sert de Vâhana (monture ou véhicule) au dieu créateur de l'hindouisme, Brahmâ, et qui est l'animal symbolique du peuple môn. Il figure encore aujourd'hui sur les drapeaux de l'État Môn et de la Région de Bago.

## Situation
La pagode est située au sommet d'une colline, car, selon la légende, c'était le seul point au-dessus de la mer sur lequel l'Hamsa pouvait se poser : il n'y avait de la place que pour un oiseau, et la femelle dut donc se poser sur le mâle. On peut trouver dans la pagode une illustration de cette légende.
En regardant vers l'est, on peut apercevoir la Shwemawdaw Pagoda (en).

## Architecture
Le stūpa aurait été décoré par U Khanti, l'ermite architecte de Mandalay Hill.

## Célébrations
La pagode Hintha Gon est un lieu majeur pour célébrer les nats, lors de cérémonies (ou en louant une salle de la pagode) appelées Nat Pwè, où on peut voir un travesti (le  Nat-kadawdansant sur la musique d'un orchestre traditionnel (le hsaing waing) et où les fidèles consomment de l'alcool pour entrer en transe